# عنايتي الوسطى (أبشار)
عنايتي الوسطى (بالفارسية: عنایتی وسط) هي منطقة سكنية تقع في إيران في أبشار. يقدر عدد سكانها بـ 443 نسمة بحسب إحصاء 2016.